# ريان الحربي (لاعب كرة قدم مواليد 1994)
ريان خالد الحربي (6 أبريل 1994) من مواليد مدينة جدة، لاعب كرة قدم سعودي في خط الوسط.

## مسيرة اللاعب
كانت بداياته مع النادي الأهلي و لعب بعدها مع نادي الطائي ونادي العينو نادي البكيرية ونادي الدرعية ونادي الخليج ونادي الجبلين.
ومثل المنتخب الأولمبي في فترات سابقة.